# Martin Rump
Martin Rump (ur. 2 kwietnia 1996) – estoński kierowca wyścigowy.

## Kariera

### Formuła Renault 2.0
Rump rozpoczął karierę w jednomiejscowych samochodach wyścigowych w 2011 roku od startów w Północnoeuropejskim Pucharze Formuły Renault 2.0. Z dorobkiem szesnastu punktów uplasował się tam na 42 pozycji w klasyfikacji generalnej. Dwa lata później kontynuował starty w edycji północnoeuropejskiej, jednak korzystającej z bolidów o pojemności silnika 1.6. Odniósł tam pięć zwycięstw i dziewięciokrotnie stawał na podium. Uzbierane 288 punktów pozwoliło mu zdobyć tytuł wicemistrza serii. W tym samym roku w Szwedzkiej Formule Renault 1.6 był drugi w klasyfikacji końcowej.
W sezonie 2014 Estończyk rozpoczął współpracę z brytyjską ekipą Fortec Motorsports w Europejskim Pucharze Formuły Renault 2.0 oraz w Alpejskiej Formule Renault 2.0. W edycji europejskiej w ciągu czternastu wyścigów, w których wystartował, uzbierał łącznie osiem punktów. Dało mu to dwudzieste miejsce w końcowej klasyfikacji kierowców. W serii alpejskiej nie zdobywał punktów.

### Toyota Racing Series
W 2014 roku, przed startami w Europie, Estończyk wystartował z ekipą Giles Motorsport w nowozelandzkiej serii wyścigowej Toyota Racing Series.

## Statystyki
| Sezon | Seria                                         | Zespół             | Wyścigi | Zwycięstwa | PP | NO | Podium | Punkty | Pozycja |
| ----- | --------------------------------------------- | ------------------ | ------- | ---------- | -- | -- | ------ | ------ | ------- |
| 2011  | Północnoeuropejski Puchar Formuły Renault 2.0 | Koiranen Junior    | 2       | 0          | 0  | 0  | 0      | 16     | 42      |
| 2013  | Północnoeuropejski Puchar Formuły Renault 1.6 | Scuderia Nordica   | 10      | 5          | 1  | 4  | 9      | 288    | 2       |
| 2013  | Szwedzka Formuła Renault 1.6                  | Scuderia Nordica   | 15      | 5          | 3  | 8  | 10     | 229    | 2       |
| 2014  | Toyota Racing Series                          | Giles Motorsport   | 14      | 2          | 3  | 3  | 5      | 629    | 5       |
| 2014  | Europejski Puchar Formuły Renault 2.0         | Fortec Motorsports | 14      | 0          | 0  | 0  | 0      | 8      | 20      |
| 2014  | Alpejska Formuła Renault 2.0                  | Fortec Motorsports | 4       | 0          | 0  | 0  | 0      | 8      | NS      |